# Chiesanuova (Brescia)
Chiesanuova è un quartiere di Brescia.

## Geografia fisica
Il quartiere si sviluppa su un territorio pianeggiante solcato dalle roggie Fiumicella e Sorbana.
I suoi confini sono delimitati: a nord, dalla ferrovia Milano-Venezia; a est, da via Dalmazia e da via Labirinto; a sud, dalla campagna che lo divide dal quartiere delle Fornaci, con il quale condivide la zona industriale di Girelli; a ovest, dal fiume Mella.

## Origine del nome
In origine la località fu identificata con il nome di Vergnano, poi ristrettosi a indicare un'abitazione a circa 400 metri dalla chiesa di Santa Maria. Quest'ultima fu eretta nei primi decenni del Seicento. Dopo la sua consacrazione, il toponimo "Chiesanuova" finì con l'identificare l'intera zona a sud est della città.

## Storia
L'area rimase rurale per molto tempo. Nel Liber Potheris del comune di Brescia si riporta che nel 1255 la zona fosse coltivata a vigneti. Nel Trecento, la piccola chiesa di Santa Maria di Vergnano, appartenente alla giurisdizione della chiesa dei santi Nazaro e Celso, fu identificata come "chiesa maggiore". L'area fece parte della chiusure di Bottonaga e ne condivise le sorti.
Alla fine del Settecento, l'arrivo dei rivoluzionari francesi nel bresciano portò alla costituzione di una repubblica autonoma (1797) che fu presto sostituita dalla Cisalpina (1797-1802) e dall'Italiana (1802-1805). Nel maggio 1797, Bottonaga fu indicato come luogo fuori porta di San Nazaro, appartenente al Cantone di Garza Occidentale. L'anno dopo fu assegnato al distretto del Garza Occidentale, mentre a settembre passò al Distretto Centrale, entrambi appartenenti al Dipartimento del Mella.
Dopo una parentesi dovuta all'occupazione militare austro-russa e con la riorganizzazione della Seconda repubblica cisalpina, l'area di Bottonaga fu inserita nel Distretto I di Brescia, sempre del Dipartimento del Mella. Nel giugno 1805, nel corso del riassetto amministrativo del napoleonico Regno d'Italia, fu assegnato al cantone IV di Brescia del I distretto del capoluogo, per poi non essere più citato.
Il 1º maggio 1816 fu costituito il comune di San Nazzaro, comprendente anche i territori dell'odierna Chiesanuova, il quale fu poi assorbito da Brescia solo nel 1880.
Il 18 giugno 1859, durante la Seconda guerra d'indipendenza italiana, Napoleone III di Francia raggiunse il centro di Brescia transitando lungo via Orzinuovi e la località Chiesanuova.
Nel 1881, sullo stradale per Orzinuovi fu costruita la tranvia a vapore Brescia-Soncino, elettrificata nel 1928. Alla fine degli anni Venti, lo stradale fu poi spostato per costruire il nuovo scalo merci della stazione di Brescia e questo evento isolò il quartiere originario attorno alla chiesa di Santa Maria Assunta.
Durante la Prima guerra mondiale, oltre centocinquanta giovani di Chiesanuova furono arruolati e mandati al fronte. I caduti furono trentotto: il più giovane fu Giuseppe Dannia, nato nel 1900 che cadde a soli 18 anni, mentre i più anziani furono Daniele Capra e Angelo Taglietti, nati nel 1882 e che a fine guerra avrebbero compiuto 36 anni. Complessivamente, nel corso della guerra morì circa un quarto dei giovani maschi di Chiesanuova.
Durante la Seconda guerra mondiale, Chiesanuova fu colpita dal bombardamento del 17 settembre 1944 che distrusse interamente la canonica. Anche la Chiesa di Santa Maria Assunta subì danni: il tetto, i serramenti e i suoi vetri, mentre furono colpiti marginalmente l'organo e altri arredi, senza distruggere le opere d'arte. Inoltre, numerosi cascinali furono distrutti totalmente o parzialmente, a causa della loro vicinanza allo scalo merci.
Nel secondo dopoguerra si svilupparono sia le costruzioni residenziali sia quelle commerciali e industriali. Il 6 ottobre 1956, Santa Maria Assunta in Chiesanuova fu istituita in parrocchia, per decisione del vescovo Giacinto Tredici. L'anno dopo, nel quartiere arrivò l'autobus.
Alla fine degli anni Sessanta, l'aumento del numero di residenti convinse la Diocesi a costruire una nuova chiesa, più grande della precedente, lungo via della Noce. La nuova chiesa fu consacrata nel 1972 e la precedente ne divenne sussidiaria.
Nel luglio dello stesso anno, il consiglio comunale votò per istituire trenta consigli di quartiere che si insediarono in tempi diversi tra il 1973 e il 1974, per un periodo sperimentale di diciotto mesi: le elezioni di quello di Chiesanuova si tennero il 27 ottobre 1974.
Nel 1977 la Giunta Trebeschi recepì la legge 278/1976, riorganizzando i quartieri in nove circoscrizioni. Chiesanuova fu assegnato alla Quinta circoscrizione, assieme alle Fornaci e al Villaggio Sereno.
Trent'anni dopo, la Giunta Corsini ridusse il numero delle circoscrizioni portandole da nove a cinque e Chiesanuova fu assegnato alla nuova Circoscrizione Sud che univa le precedenti Quinta e Sesta e il quartiere di Porta Cremona-Volta. Nel 2014, a seguito dell'abolizione delle circoscrizioni per i nuovi limiti imposti dalla legge 191/2009, la Giunta Del Bono decise di ricostituire gli organismi di rappresentanza dei quartieri. Le prime elezioni dei nuovi consigli si tennero in tutta la città il 14 ottobre 2014.

## Monumenti e luoghi d'interesse

### Architetture religiose

#### Chiesa di Santa Maria Assunta (1629)

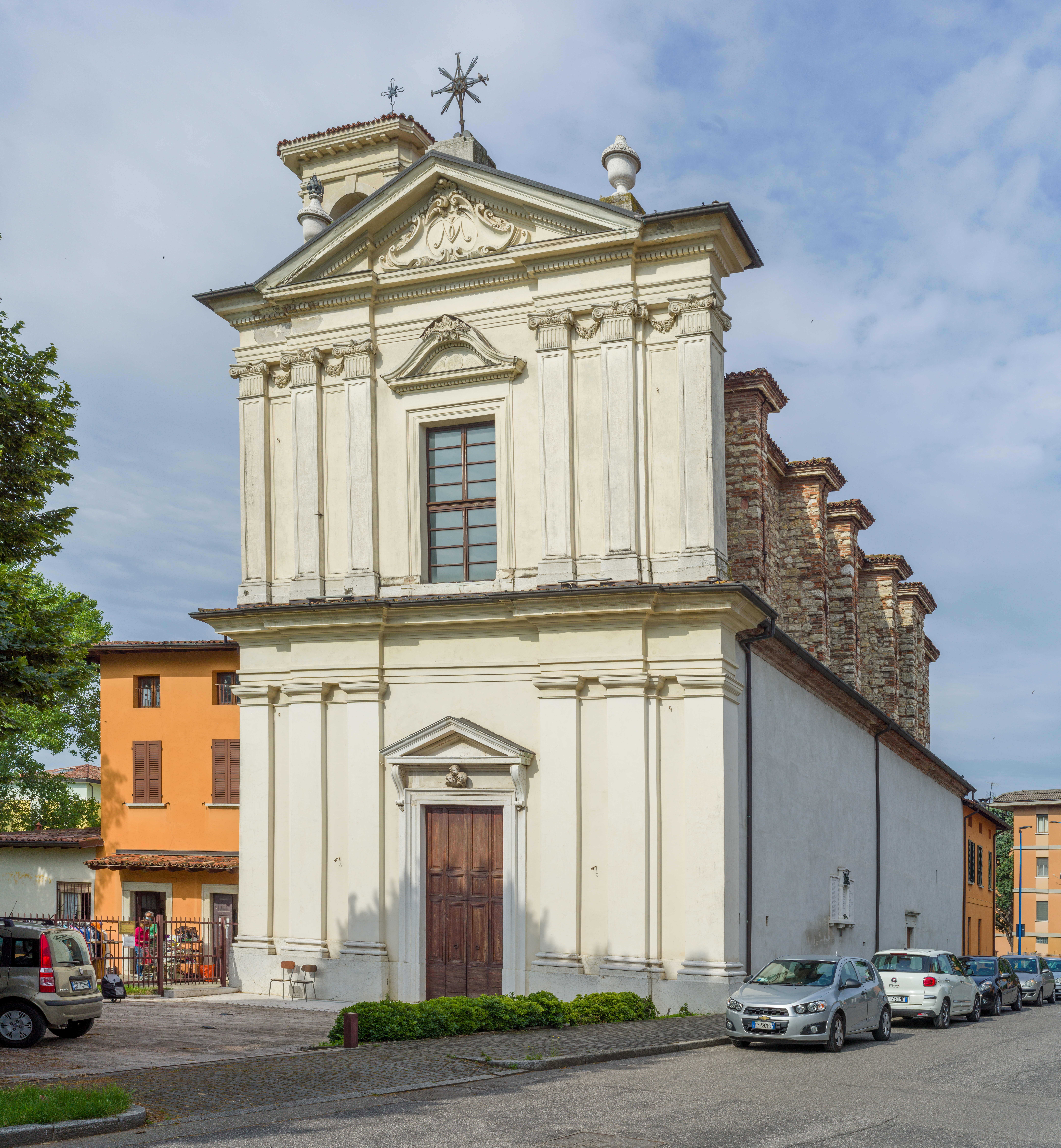
La chiesa sussidiaria

Nel 1580 il cardinale Carlo Borromeo fece una visita pastorale alla Collegiata dei Santi Nazaro e Celso e descrisse la "Chiesa di Santa Maria del luogo di Bottonaga" come non consacrata e "disadorna" con "un altare piccolo e non congruo". Su impulso del cardinale iniziarono i lavori per costruire una nuova chiesa che avrebbe poi dato il nome al quartiere e che fu consacrata il 4 giugno 1629 da don Vincenzo Bucchia per incarico del vescovo di Brescia Marino Zorzi.
La chiesa era a navata unica e, oltre all'altare maggiore, conteneva un altare laterale dedicato a San Carlo.
Il 30 luglio 1648 ci fu la prima visita pastorale di un vescovo di Brescia, monsignor Marco Morosini. Durante questa visita pastorale fu usato per la prima volta il titolo di Maria Assunta per denominare la chiesa in un documento.
La pala dell'altare maggiore, "L'Assunzione di Maria", è un'opera del 1748 di Giacomo Zoboli.
Tra il 1786 e il 1791, mentre era curato don Pietro Poli, la chiesa fu ampliata e trasformata radicalmente su progetto dell'architetto Pietro Antonio Vigliani. In quel periodo fu costruita la nuova facciata e iniziò la realizzazione di cinque altari. L'altare maggiore, in marmo artisticamente lavorato, proveniva dalla chiesa di Sant'Orsola di Brescia. L'altare laterale destro, dedicato alla Madonna delle Grazie, fu creato su misura per accogliere la Natività di Gesù di Vincenzo Foppa, in seguito spostata nella nuova chiesa. Gli altri altari laterali sono dedicati a San Fermo, alla Beata Vergine del Rosario e al Crocefisso.
La parrocchia dei Santi Nazaro e Celso manteneva il privilegio di celebrare i riti della Settimana Santa e i funerali. Tuttavia nel 1793 fu concessa alla Chiesa di Santa Maria Assunta di celebrare i funerali e tumulare i defunti. Il 15 febbraio 1793 si svolse il primo funerale a Chiesanuova, quello di Buonomo Bonomi che aveva 93 anni. Qualche mese dopo furono realizzati nella chiesa alcuni sepolcri: la prima persona ad esservi seppellita fu Maddalena, vedova di Paolo Balini, di 60 anni.

#### Chiesa di Santa Maria Assunta (1972)

La chiesa di Santa Maria Assunta

Fu costruita alla fine degli anni Sessanta e consacrata nel 1972. All'interno conserva, per motivi di sicurezza, la Natività di Gesù del Foppa.

#### Chiesa di Santa Maria della Noce
Piccola chiesa a tre navate costruita nel Cinquecento e ampliata nel Seicento, a servizio della località della Noce. All'interno si trovano due dipinti di Francesco Clusone del 1515: la Madonna con Bambino in trono e i Santi Nazaro e Celso.
Sull'architrave dell'ingresso della torre campanaria è posta questa iscrizione del 1512 in latino:

### Architetture civili
- Cascina Moroni, in via Fura. Cascina a corte che fu abitazione estiva della famiglia Moroni, di origine bergamasche. Presenta affreschi e soffitti lignei. La cappella è dedicata a sant'Angela Merici[35].
- PalaLeonessa. Costruito nel 1967 per ospitare l'Esposizione Industriale Bresciana, fu poi convertito a palazzetto multifunzionale per concerti, partite del Basket Brescia e fiere. Nel 2018 è stato ristrutturato come palazzetto dello sport per le partite della Pallacanestro Brescia.

### Aree naturali
- parco di via Parenzo. Realizzato nel 2004 su un'area di 25.000 m²[36].
- parco della Resistenza e Iqbal Masih, in via Livoro. Si sviluppa su un'area di 39.000 m²[36].

## Società

### Religione
Nel quartiere sono presenti due parrocchie della diocesi cattolica di Brescia:
- Santa Maria Assunta, nel quartiere a nord dell'autostrada autostrada Torino-Trieste[37]
- Santa Maria della Noce, a sud dell'autostrada[38]

## Infrastrutture e trasporti
Il quartiere di Chiesanuova è servito da tre autolinee della rete dei trasporti urbani di Brescia e hinterland:
- la 2, diretta a Pendolina di Urago Mella, ha capolinea in via Livorno;
- la 7 (Caino-Roncadelle), transita in via Orzinuovi;
- la 15 (Europa-Noce), ha capolinea in via Ghislandi[39].

Tra il 1881 e il 1954, su via Orzinuovi transitava il tram per Soncino. Nei pressi della chiesa sussidiaria dell'Assunta era presente una stazione con raddoppio.
Il casello di Brescia Ovest dell'Autostrada A4 Torino-Trieste si trova all'interno del quartiere. Sono presenti anche le tangenziali Ovest e Sud di Brescia che si incrociano proprio all'interno di Chiesanuova nei pressi del Palaleonessa. La prima arteria serve il quartiere con lo svincolo di via Orzinuovi, mentre la seconda con quello di via Labirinto (6), condiviso con la vicina Lamarmora.

### Storia locale
- Gianpiero Belotti, Mario Baldoli, Una corsa lunga cent'anni - Storia dei trasporti pubblici di Brescia dal tram a cavalli al progetto Metrobus, Brescia, Fondazione Civiltà Bresciana, 1999.
- Mariachiara Bonetti, Maurilio Lovatti, La chiesa vecchia dell'Assunta nel quartiere Chiesanuova a Brescia, Brescia, 2022.
- Lisa Cesco, Diego Serino, 30 anni di partecipazione: l'esperienza delle circoscrizioni a Brescia. Circoscrizione Sud, Brescia, Comune di Brescia, 2010.
- Maurilio Lovatti, Marco Fenaroli, Governare la città. Movimento dei quartieri e forze politiche a Brescia 1967-77, Brescia, Nuova ricerca editrice, 1978.
- Mauro Oliva, Tram extraurbani a Brescia. Dalla «Compagnie Générale» alla «Tranvie Elettriche Bresciane», Brescia, Trenidicarta.it, 2022.
- Virginio Prandini, Chiesanuova: storia di una comunità che si riscopre, Brescia, 2006.
- Virginio Prandini, Santa Maria della Noce. Una piccola comunità attorno al suo santuario, Brescia, 2009.
- Chiesanuova (2) - Enciclopedia Bresciana, su enciclopediabresciana.it.
- Maurizio Zanini, Bottonaga, non solo una storia di amici, Brescia, Liberedizioni, 2018.
- Le elezioni dei Consigli di Quartiere a Brescia nel 2014 (PDF), su comune.brescia.it. URL consultato il 29 settembre 2023 (archiviato dall'url originale il 13 giugno 2022).

### Storia amministrativa
- Bottonaga, su LombardiaBeniCulturali, Regione Lombardia.
- Raccolta dei decreti del Governo provvisorio bresciano e di altre carte pubblicate a quell'epoca colle stampe. Volume secondo, Brescia, Tipografia dipartimentale del Mella, 1804.
- Raccolta delle leggi, proclami, ordini ed avvisi nell'anno VI Repubblicano. Tomo V, Milano, Luigi Velandini, 1798.
- Raccolta delle leggi, proclami, ordini ed avvisi nell'anno VII Repubblicano. Tomo VI, Milano, Luigi Velandini, 1798.
- Raccolta delle leggi, proclami, ordini ed avvisi. Pubblicati in Milano dal giorno 13 Pratile anno VIII, epoca del ritorno dell'Armata Francese in questa città. Tomo II.
- Bollettino delle leggi del Regno d'Italia. Parte Prima. Dal I gennaio al 30 giugno 1805, Milano, Stamperia Reale, 1805.
- Atti del Governo di Lombardia. Parte Prima. Dal 1° Gennajo al 30 Giugno 1816, Milano, Imperial Regia Stamperia, 1816.